# アウトバーン 27
アウトバーン 27（ドイツ語: Bundesautobahn 27, BAB 27 または A 27）はドイツの高速道路、アウトバーンの一路線である。
北のニーダーザクセン州クックスハーフェンから南のヴァルスローデ付近まで162 kmの路線を持つ地方道路である。